# Janne Tuohino

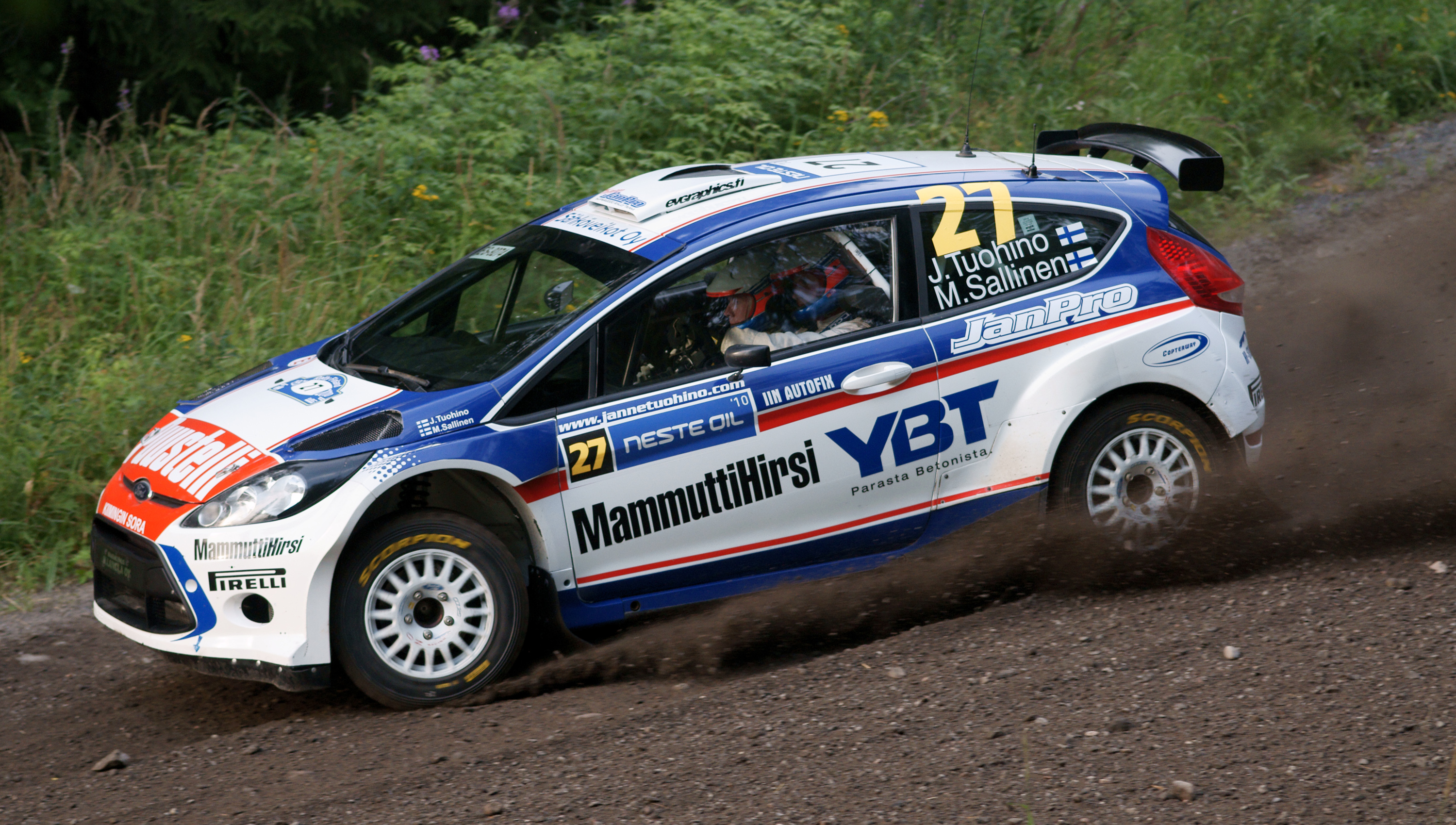
Tuohino s vozem Ford Fiesta S2000 v roce 2010 ve Finsku.

Janne Tuohino (* 22. května 1975 Kiiminki) je finský rallyový závodník.

## Kariéra
Svou rallyovou kariéru zahájil v roce 1993, kdy nastoupil do rallysprintu s Toyotou Starlet. Jeho první plnohodnotná rallye byla ale až v lednu 1994, kde řídil Ford Escort RS 2000. Do konce roku 1994 jel také v Lancii Delta, kde závodil většinu svých finských rallye. Jeho otec mu pomohl koupit Lancii.
Po obdržení mezinárodní licence na rallye dovezl Opel Kadett ze Švédska. S nově nabytou licencí vstoupil do finského mistrovství v rally. Ke konci mistrovství 1995 nahradil Kadett Opelem Astra.
V roce 1997 se obrátil na výrobce automobilů Mitsubishi a koupil Mitsubishi Lancer Evolution Mk. III. S pomocí Mitsubishi se v roce 1999 stal finským šampionem skupiny N.
Tuohino přešel na soukromý Ford Escort WRC a v domácí Finské rallye 1999 se umístil na 8. místě. V roce 2000 přešel z Fordu na Toyotu a závodil s Corollou WRC.
V roce 2001 se stal finským šampionem v rallye a s Citroënem Saxo závodil v juniorském mistrovství světa v rallye. Celkově se umístil na 3. místě, i přes to že asfaltové tratě mu nikdy neseděly. O rok později se umístil na 2. místě ve finském šampionátu s Fordem Focus RS WRC 02 a získal také své první oficiální body v mistrovství světa v rallye.

### Kariéra WRC
V roce 2004 pokračoval s Ford Focusem, a opět měl dobrý rok, během sezóny získal několik bodů. V roce 2005 se stal jezdcem Škody Motorsport a sdílel sedačku s krajanem Jani Paasonenem po boku lídra týmu Armina Schwarze. Tým však na konci roku odešel z MS, což způsobilo že byl Janne bez angažmá.

### Post-WRC
Po roce 2006 se Tuohino zúčastnil několika závodů WRC a vrátil se závodit do finského mistrovství v rally. V roce 2021 Janne Tuohino pronajímá prostřednictvím svého týmu JanPro Racing soukromý vůz Ford Fiesta WRC. 